# Afganistanska nacionalna armada
Afganistanska nacionalna armada (ANA) je kopenska veja vojaštva Afganistana, katera je trenutno v fazi usposabljanja s strani zavezniških sil, da bi lahko samostojno prevzela delovanje v Afganistanu. Od januarja 2001 je ANA razdeljena na sedem regionalnih korpusov in ima okoli 150.000 aktivnih pripadnikov. Ministrstvo za obrambo Afganistana načrtuje razširitev na 260.000 pripadnikov do leta 2014. Konec leta 2009 je usposabljanje zagotavljalo okoli 4.000 ameriških vojakov in še drugih iz držav Nata. Po razpadu Talibanov konec leta 2001 je bila ANA ustanovljena s pomočjo Nata, pri čemer je večinsko breme prevzela ZDA. 